# Meile
Meile är en ganska okänd gestalt i Nordisk mytologi. Han är en av Odens sex söner. Meile betyder "milstegaren".